# 加勢川
加勢川（かせがわ）は、熊本県中部を流れる緑川水系の一級河川であり、木山川との合流点付近に掛かる大六橋のやや下流から緑川との合流点までが国土交通省の管轄となっている。

## 地理
熊本県熊本市東区（長嶺・保田窪地区）を流れる藻器堀川（しょうけぼりがわ）が同市中央区の水前寺成趣園（水前寺公園）付近の宮園橋（画像）から河川名を加勢川となる。水前寺成趣園の湧水が小川となり合流し江津湖へ。上江津湖で支流の健軍川、下江津湖で支流の木山川と合流より大六橋あたりから西に流れを変える。
主に熊本市南区（御幸・川尻（元三・野田）・富合地区）と嘉島町（北部と西部）を流域としており熊本市と嘉島町の境付近にはいくつかの三日月湖が見られる。緑川との合流地点付近には六間堰がある。
加藤清正が熊本藩・藩主時代、熊本城下方面を洪水による氾濫を伏せるため加勢川右岸地区の治水対策事業として「清正堤」を築く。

## 流域自治体
熊本県
- 加勢川右岸 : 熊本市（中央区 - 東区 - 南区）
- 加勢川左岸 : （※上江津湖の健軍川河口より）熊本市東区 - 嘉島町 - 熊本市南区

## 支流
- 藻器堀川
- 健軍川
- 木山川
  - 岩戸川
  - 藻川
  - 谷後川
  - 滝川
  - 金山川
  - 布田川
  - 赤井川
- 秋津川
  - 妙見川
  - 鉄砂川
- 矢形川
  - 柳谷
- 木部川（部田川）

## 河川施設

### 堰
- 野田堰
- 六間堰

### 水門
- 加勢川水門
- 中無田閘門

## 並行する交通
- 熊本県道50号熊本嘉島線
- 熊本県道103号熊本空港線（江津塘）
- 熊本県道104号熊本浜線
- 熊本県道236号神水川尻線
- 木部塘（きべども）[4][5]
  - 上記の江津塘・木部塘は、加藤清正が治水対策事業として築した「清正堤[6]」。名前分けは旧・中の瀬橋（現在の中の瀬・西バス停辺り）で分けられた。

## 周辺の施設
- 水前寺成趣園
- 熊本市立砂取小学校
- 熊本市立出水南小学校
- 熊本県立湧心館高等学校
- 熊本県立図書館
- 熊本市動植物園
- 熊本市水前寺江津湖公園
- 熊本市立泉ヶ丘小学校
- 東部浄化センター
- 嘉島町総合運動公園
- リハビリテーションセンター熊本回生会病院
- 熊本バス本社
- 熊本バス熊本中央営業所
- 南部浄化センター
- 熊本フェイス学院高等学校(廃校)
- 熊本県立熊本農業高等学校
- 川尻郵便局
- くまもと工芸会館
- 熊本市立川尻幼稚園
- 熊本市立川尻小学校
- 熊本市立中緑小学校

## 橋梁
- 砂取橋 - 熊本県道28号熊本高森線（電車通り）の橋である。
- 砂取橋 - 熊本市道の橋である。
- 江津斉藤橋 - 国道57号熊本東バイパスの橋である。
- 画図橋 - 熊本県道236号神水川尻線の橋である。
- 下江津橋 - 熊本市道の橋である。
- 大六橋 - 熊本県道238号画図秋津線の橋である。
- 中の瀬橋 - 国道266号の橋である。1964年（昭和39年）2月に廃止された熊延鉄道（鉄道線）の鉄橋跡と同じ位置掛かっている。
- 水神橋 - 熊本市道の橋である。
- 下仲間橋 - 熊本県道182号田迎木原線（旧道）の橋である。
- 下居屋敷橋 - 熊本市道の橋である。
- 犬渕大橋 - 熊本県道182号田迎木原線（新道）の橋である。
- 新川橋 - 嘉島町道の橋である。
- 加勢川橋 - 橋長140メートルであり国道3号川尻バイパスの橋である。
- 新町橋 - 熊本県道50号熊本嘉島線の橋である。